# L'assedio delle sette frecce
L'assedio delle sette frecce (Escape from Fort Bravo) è un film del 1953 diretto da John Sturges.

## Trama
Fort Bravo è un campo di prigionia dell’esercito unionista, gestito con disciplina inflessibile dal capitano Roper. L’arrivo di Carla Forester, apparentemente ospite del matrimonio della figlia del colonnello Owens, cela in realtà uno scopo ben diverso: aiutare alcuni prigionieri confederati a evadere, tra cui il capitano John Marsh, con cui ha avuto in passato una relazione sentimentale. La bellezza e l’astuzia di Carla conquistano Roper, che non sospetta le vere intenzioni della donna. Quando la fuga ha luogo durante i festeggiamenti nuziali, Carla fugge con i quattro prigionieri, lasciando Roper non solo ferito nell’orgoglio ma anche determinato a riacciuffare gli evasi, spinto da un senso di dovere e da un amore deluso. Roper riesce ad acciuffare i fuggitivi ma, sulla via del ritorno al forte, il gruppo viene attaccato dai Mescalero, nemici mortali sia dei nordisti che dei sudisti. Roper  si trova costretto a liberare e armare gli ex prigionieri per fronteggiare la minaccia comune. Intrappolati in una conca priva di protezione, gli uomini subiscono pesanti perdite. Cadono il sergente Campbell, il giovane Cabot Young e anche la guida Kiowa. Tra i pochi superstiti ci sono il tenente Beecher, ferito, e Marsh, anch’egli gravemente colpito. Di fronte all’assedio senza quartiere, Roper si assume il rischio estremo di uscire allo scoperto, cercando di distrarre gli indiani per permettere la salvezza di Carla e degli altri. Mentre viene colpito, sopraggiunge finalmente la cavalleria. Il merito è del soldato 
Bailey, in un primo momento incapace di affrontare il pericolo, che era fuggito di notte approfittando di un cavallo vagante. Sarà proprio lui a guidare i rinforzi in tempo utile, riscattando la propria codardia agli occhi di tutti.

## Produzione
Il film, oltre a diverse sequenze girate in studio, ha numerose scene riprese in esterni, in particolare nella Death Valley.